# Cerocorticium calongei
Cerocorticium calongei är en svampart som beskrevs av Tellería 1985. Cerocorticium calongei ingår i släktet Cerocorticium och familjen Meruliaceae.   Inga underarter finns listade i Catalogue of Life.